# فيتور بايا
الحارس فيتور بايا من أفضل الحراس الذين انجبتهم البرتغال خلال العقود الاخيرة حيث تميزت مسيرته الرياضية باخلاص وولاء لناديه الام الذي بدأ معه بورتو ففي سن التاسعة من عمره التحق فيتور بنادى بورتو البرتغالي منضما إلى فريق الناشئين به.
حتى سن الحادية عشر بعدها تم اختياره حارس اساسي لفريق الناشئين في هذا الوقت وعندها بدأت الاسطوره من خلال محافظة الطفل بايا على شباكه نظيفة في فريق الناشئين لمدة 1079 دقيقة اى حوالى 18 مباراه كاملة ( علما بان فرق الناشئين تلعب المباراهة 60 د )
وفى الموسم الذي تلى هذا الموسم استطاع فيتو بايا ان يحافظ على شباكه لمدة أطول من المدة التي حققها في الموسم السابق حيث حافظ على شباك فريقه نظيفة لمدة 1192 دقيقة.
بدأت مسريته الكروية الاحترافية مع بورتو في 11 أيلول/سبتمبر 1988 حين تعادل فريقه مع غيمارايش سلبياً قبل أن يبدأ مسيرة ناجحة مع الفريق حقق خلالها لقب الدوري عشر مرات وكأس البرتغال خمس مرات وكأس السوبر البرتغالية سبع مرات.
كما نجح بايا في الفوز بكأس الاتحاد الأوروبي مع بورتو عام 2003 ودوري الأبطال الأوروبي عام 2004 وكأس الإنتركونتننتال عام 2005. وقضى بايا ثلاثة مواسم مع فريق«برشلونة» الإسباني بين عامي 1996 و1999 حيث فاز خلالها بلقب للدوري الإسباني ولقبين لكأس ملك أسبانيا وكأس السوبر الإسبانية مرة واحدة.
ولعب بايا 80 مباراة دولية برداء المنتخب البرتغالي كان أولها عام 1990 أمام الولايات المتحدة كما شارك مع الفريق في نهائيات كأس الأمم الأوروبية 1996 بإنكلترا و2000 بهولندا وبلجيكا بجانب نهائيات كأس العالم 2002 بكوريا الجنوبية واليابان.

## مسيرته الكروية
لعب فيتور بايا خلال مسيرته الاحترافية مع 3 أندية في عشرون موسمًا ولم يسجل خلالها أي هدف ضمن 445 مباراة. حيث فاز في ثمانية مواسم بالكأس وفي أحد عشر موسمًا بالدوري.
خاض فيتور بايا مسيرته مع نادي ليسا ‏ في موسم 1987–88 لمدة موسم واحد، لم يشارك في أي مباراة ولم يسجل أي هدف. ثم انتقل إلى نادي بورتو في موسم 1988–89 في المرة الأولى ليلعب معه ثمانية مواسم ثم في موسم 1998–99 ليلعب معه تسعة مواسم، حيث شارك طوالها في 406 مباراة ولم يسجل أي هدف أيضًا. لينتقل بعدها إلى نادي برشلونة في موسم 1996–97 ولمدة موسمين، مشاركًا في 39 مباراة ولم يسجل أي هدف أيضًا.

## روابط خارجية
- فيتور بايا على موقع الاتحاد الدولي (مؤرشف)  (الإنجليزية)
- فيتور بايا على موقع الاتحاد الأوربي (الإنجليزية)
- فيتور بايا على موقع قاعدة بيانات كرة القدم.إي يو (الإنجليزية)
- فيتور بايا على موقع ليكيب (الفرنسية)
- فيتور بايا على موقع ناشيونال فوتبول تيمز (الإنجليزية)
- فيتور بايا على موقع Soccerway.com (الإنجليزية)